# 보은군·옥천군·영동군·괴산군
보은군·옥천군·영동군·괴산군은 대한민국의 국회의원 선거구이다. 충청북도 보은군, 옥천군, 영동군, 괴산군 일대를 관할한다. 현 지역구 국회의원은 국민의힘의 박덕흠이다.

## 역사
대한민국 제20대 국회의원 선거를 앞두고 보은군·옥천군·영동군 선거구의 인구가 인구 하한선 밑으로 떨어지면서 괴산군이 편입되어 보은군·옥천군·영동군·괴산군 선거구를 이루게 되면서 신설되었다.

## 관할 구역
| 대수  | 관할 구역                                       |
| ----- | ----------------------------------------------- |
| 20대~ | 보은군 일원 옥천군 일원 영동군 일원 괴산군 일원 |

## 역대 국회의원
| 선거   | 정당 | 정당       | 의원   |
| ------ | ---- | ---------- | ------ |
| 2016년 |      | 새누리당   | 박덕흠 |
| 2020년 |      | 미래통합당 | 박덕흠 |
| 2024년 |      | 국민의힘   | 박덕흠 |

## 역대 선거 결과

### 대한민국 제20대 국회의원 선거
|  | 56.68% |

|  | 43.31% |

### 대한민국 제21대 국회의원 선거
|  | 56.88% |

|  | 41.44% |

|  | 1.00% |

|  | 0.66% |

### 대한민국 제22대 국회의원 선거
|  | 52.93% |

|  | 47.06% |